# روث مک‌دویت
روث مک‌دِویت (انگلیسی: Ruth McDevitt؛ ‏ ۱۳ سپتامبر ۱۸۹۵ – ۲۷ مهٔ ۱۹۷۶) یک هنرپیشه اهل ایالات متحده آمریکا بود.
از فیلم‌ها یا برنامه‌های تلویزیونی که وی در آن نقش داشته است، می‌توان به همگی در خانواده و پرندگان اشاره کرد. او در کولدواتر زاده شد. وی پس از حضور در آکادمی هنرهای تجسمی آمریکا، او با پاتریک مک دوییت ازدواج کرد و تصمیم گرفت تا وقت خود را برای زندگی زناشویی اختصاص دهد.